# Soňa Paukrtová
Soňa Paukrtová (* 14. února 1950 Praha) je česká politička, v letech 2000 až 2012 senátorka za obvod č. 35 – Jablonec nad Nisou, v letech 1990 až 2014 zastupitelka města Jablonec nad Nisou (z toho v letech 1994 až 2000 zástupkyně starosty a v letech 2013 až 2014 náměstkyně primátora).

## Životopis
V dětství žila v Praze, v letech 1968–1974 studovala Přírodovědeckou fakultu Univerzity Karlovy, v roce 1975 se provdala do Jablonce nad Nisou, kde bydlí dodnes. V roce 1986 absolvovala doplňkové studium pedagogiky na Filosofické fakultě Univerzity Karlovy, v roce 1989 rozšiřující studium matematiky na Matematicko-fyzikální fakultě.
V letech 1977–1984 pracovala jako vedoucí chemické laboratoře v národním podniku Autobrzdy. Později v letech 1984–1991 vyučovala chemii a matematiku na Středním odborném učilišti bižuterním. Během let 1991–1994 vykonávala funkci zástupkyně ředitele Integrované střední školy bižuterní v Jablonci nad Nisou.

## Politická kariéra
Od roku 1990 zasedá v zastupitelstvu Jablonce nad Nisou. V letech 1994–2000 pracovala jako zástupkyně starosty města. V letech 1992–1998 byla členkou Občanské demokratické aliance.
Ve volbách v roce 2000 kandidovala do Senátu ČR jako nezávislá za Čtyřkoalici, navržena byla US-DEU. Úspěšně porazila tehdejšího jabloneckého starostu Jiřího Čeřovského (ODS), přestože v prvním kole získala 17,51 % hlasů oproti jeho 30,44 %. Ve druhém kole ale obdržela 51,38 % hlasů a stala se senátorkou volebního obvodu č. 35 – Jablonec nad Nisou.
V roce 2004 prosadila konání referenda o stavbě hospice v Jablonci nad Nisou (konalo se 2. října 2004). Referendum však nebylo platné kvůli nízké volební účasti, nepodařilo se totiž prosadit, aby se konalo současně s krajskými volbami, které se konaly až v listopadu.
V následujících senátních volbách v roce 2006 kandidovala za Stranu pro otevřenou společnost a opět se utkala s Jiřím Čeřovským (ODS). V prvním kole s ním prohrála se ziskem 29,82 %, ve druhém kole ale vyhrála se ziskem 52,94 % hlasů a svůj senátní mandát tak úspěšně obhájila.
Úspěšně kandidovala rovněž v komunálních volbách 2006 do zastupitelstva Jablonce nad Nisou za uskupení Domov nad Nisou.
V Senátu byla od roku 2004 předsedkyní Klubu otevřené demokracie, v roce 2009 změněného na Klub TOP 09 a Starostové.
Od roku 2000 do roku 2008 byla členkou Výboru pro hospodářství, zemědělství a dopravu, z toho v letech 2004 až 2006 jeho místopředsedkyní. V současné době je členkou Ústavně-právního výboru, Mandátového a imunitního výboru, Komise pro ústavu a parlamentní procedury a Podvýboru pro energetiku.
Pro Klub a výbory, jejichž je členkou, připravila více než 200 zákonů a řadu ústavních stížností. Pracuje především na zpřehlednění českého legislativního procesu. Připravila stovky pozměňovacích návrhů. Mezi nejvýznamnější patří zařazení Jablonce nad Nisou mezi statutární města, pozměňovací návrh k loterijnímu zákonu a novela zákona o rozpočtovém určení daní.[zdroj?]
Spolu se starosty senátního obvodu pracovala na řešení řady problémů na Jablonecku a Semilsku. Podílela se například na projektech dopravního řešení Jablonce nad Nisou, vybavení jablonecké přehrady, rekonstrukce jabloneckého divadla, rekonstrukce jednotlivých náměstí a pěší zóny v Jablonci nad Nisou, vznik detašovaného pracoviště Technické univerzity v Jablonci nad Nisou a povolení hraničního přechodu Jizerka–Orle.[zdroj?]
V senátních volbách 2012 svůj mandát neobhájila, když nepostoupila z prvního kola a se ziskem 11,73 % hlasů skončila čtvrtá v pořadí. V komunálních volbách v roce 2014 kandidovala jako nezávislá na kandidátce subjektu „DOMOV NAD NISOU“ (tj. SLK, SZ a nezávislí), ale neuspěla. Skončila tak jak v pozici zastupitelky města, tak i náměstkyně primátora.